# Eustrotia albibasis
Eustrotia albibasis là một loài bướm đêm trong họ Noctuidae.